# Смородина чёрная 'Валовая'
'Валовая'  — сорт чёрной смородины среднераннего срока созревания.
Выведен в 1987 году М.Г.Абдеевой (Башкирский научно-исследовательский институт земледелия и селекции полевых культур) и В.М.Литвиновой (Всероссийский селекционно-технологический институт садоводства и питомниководства, Москва) скрещиванием сортов Крупная, Бредторп и Хлудовская. В 1998 году включен в Госреестр сортов, допущенных к использованию по Волго-Вятскому, Уральскому, Западно-Сибирскому регионам.
Хорошо переносит жару и холодную зиму. Солнцелюбивое растение, но неплохо переносит и полутень.
Самоплодный сорт, с высоким стабильным урожаем (3,7 кг/куст), средняя урожайность 101 ц/га (Уфимское опытно-производственное хозяйство, 1984—87). Крупные ягоды средней массой 1,6 г, содержание сахаров 10,3%, витамина С 175 мг%.